# Meroterpeno
Un meroterpeno es un compuesto químico que se caracteriza por ser un derivado de un terpenoide y de un otro tipo de molécula. Muchos meroterpenoides son metabolitos secundarios de las plantas, pero también se encuentran en otros seres vivos. 

## Ejemplos
Tanto las citoquininas como numerosos fenilpropanoides contienen cadenas laterales de un isoprenoide de 5 carbonos. Algunos alcaloides, como las drogas anticáncer vincristina y vinblastina, contienen fragmentos terpenoides en sus estructuras. Además algunas proteínas modificadas incluyen una cadena lateral de 15 o 20 carbonos que es un terpenoide, que es el que ancla la proteína a la membrana.
Los terpenofenoles son compuestos de los que forman parte terpenos, y fenoles naturales. Las plantas del género Humulus y Cannabis, producen metabolitos terpenofenólicos.
Los terpenofenoles se encuentran también en animales. Los terpenofenólicos methoxyconidiol, epiconicol y didehydroconicol, se encuentran en Aplidium densum.